# باربارا تشيس ريباود
باربارا تشيس ريباود (بالإنجليزية: Barbara Chase-Riboud)‏ (من مواليد 26 يونيو من عام 1939) هي فنانة بصرية ونحاتة وروائية وشاعرة أمريكية ذائعة الصيت، حائزة على عدة جوائز. ازدادت شعبية تشيس ريباود بعد نشرها كتاب سالي هيمنغز عام 1979، وحصولها على جائزة هايدنغر كافكا الدولية في الخيال. تدور في الكتاب محادثة بين العبدة سالي همينجز وسيدها توماس جيفرسون، الذي أصبح رئيسًا للولايات المتحدة. 

## أولى سنوات حياتها وتعليمها
ولدت باربارا تشيس ريباود في مدينة فيلادلفيا بولاية بنسلفانيا الأمريكية، وكانت الابنة الوحيدة لفيفيان ماي تشيس، فنية التشريح المرضي، والمقاول تشارلز إدوارد تشيس. أظهرت تشيس موهبة مبكرة في مجال الفنون، والتحقت، في سن الثامنة، بمدرسة صاموئيل فليشر للفنون. فُصلت تشيس من مدرستها الإعدادية بعد اتهامها، على نحو خاطئ، بسرقة قصيدة «أوراق الخريف». التحقت في الفترة ما بين عامي 1948 و 1952 بثانوية فيلادلفيا للبنات، وتخرجت بدرجة امتياز مع مرتبة شرف. قُرأت قصيدتها التي حملت عنوان «التفاهم» خلال حفل التخرج. واصلت تشيس تدريبها في مدرسة متحف فيلادلفيا للفنون.
حصلت تشيس، في عام 1956، على درجة البكالوريوس في الفنون الجميلة من كلية تايلر في جامعة تمبل. وحصلت في نفس العام على زمالة جون هاي ويتني للدراسة في الأكاديمية الأمريكية في روما لمدة 12 شهرًا. وهناك، صنعت تشيس أولى منحوتاتها البرونزية، وعرضتها. سافرت تشيس في تلك الفترة إلى مصر حيث اكتشفت الفنون غير الأوروبية. في عام 1960، أكملت تشيس درجة الماجستير في الفنون الجميلة في كلية ييل للتصميم والعمارة. وكانت أول أمريكية من أصول أفريقية تحصل على درجة الماجستير في الفنون الجميلة من جامعة ييل. بعد تخرجها، غادرت تشيس الولايات المتحدة وتوجهت إلى لندن، ومن ثم إلى باريس.

## حياتها المهنية
تشيس ريبود نحاتة وشاعرة وروائية مشهورة، وعملت، خلال حياتها المهنية الطويلة، في مجموعة متنوعة من وسائل الإعلام.  

### الفنون البصرية
درست تيشس، في مدرسة تايلر للفنون، في جامعة مبل، مع بوريس بلاي، و «دُربت على النحت والرسم والتصميم الجرافيكي والطباعة الفنية والترميم وتعلمت نظرية الألوان». درست تشيس أيضًا الرسم التشريحي في كلية الطب بجامعة تمبل.
غالبًا ما تجمع تشيس ريباود في تماثيلها المجردة الحديثة المعادن المتينة والصلبة كالبروز والألمنيوم مع العناصر الأكثر نعومة المصنوعة من الحرير أو المواد النسيجية الأخرى. تقوم تشيس ريباود، مستخدمة طريقة السبك بالشمع الضائع، بنحت وثني وطي ومعالجة صفائح كبيرة من الشمع قبل صب قوالب التصاميم اليدوية. بعد ذلك، تصب تشيس المعدن لإنتاج الأعمال المعدنية، التي تذوّب المنحوتات الشمعية الأصلية. بعد ذلك، تدمج تشيس المعدن النهائي مع خيوط المواد النسيجية التي أعادت تشكيلها لتشكل عُقدًا وحبالًا، وغالبًا ما تكون بمثابة قاعدة للجزء المعدني من منحوتاتها. صنعت تشيس منحوتاتها التي عرضت في معرض مالكوم إكس للمنحوتات المعدنية بهذه الطريقة.
في عام 1955، عُرضت منحوتتها الخشبية ريبا في صالة عرض قاعة كارنيجي للحفلات كجزء من معرض «كل شيء لك» (برعاية مجلة سيفينتين). اشترى متحف الفن الحديث هذه المنحوتة في وقت لاحق. في عام 1956، نشر الدليل السنوي لجامعة تمبل، «تمبلر»، أربعة عشر قطعة من منحوتات تشيس الخشبية. نحتت تشيس أولى منحوتاتها بطريقة السبك بالشمع خلال فترة دراستها في الأكاديمية الأمريكية في روما عام 1957. بدأت تشيس، في عام 1958، تجربة النحت بالبرونز من خلال استخدام تقنيات السبك بالشمع الضائع.